# Schweizerischer Inline Hockey Verband
Der 1990 gegründete Schweizerische Inlinehockey-Verband (Offizielle Schreibweise: Schweizerischer Inline Hockey Verband (SIHV)), französisch: Fédération Suisse Inline Hockey (FSIH), italienisch: Federazione Svizzera Inline Hockey (FSIH), englisch: Swiss Inline Hockey Federation (SIHF) ist die Dachorganisation der Schweizer Inlinehockey- und Inline-Skaterhockeyvereine. Er zählt 44 Vereine, die 140 Mannschaften stellen, und organisiert die Schweizer Meisterschaften im Inlinehockey.

## Mitgliedschaften
Der SIHV ist Mitglied der International Inline Skater Hockey Federation sowie von Swiss Olympic und stellt die Schweizer Nationalmannschaften.

## Nationalligen
Die Nationalligen A und B sind die beiden höchsten Spielklassen und umfassen je 10 Mannschaften.

### Teams Herren Nationalliga A (2025)
- Aire-la-Ville
- La Tour
- Buix
- Givisiez
- Léchelles Coyotes
- Malcantone
- Gekkos Gerlafingen
- Rossemaison
- Wiggertal
- Sayaluca Cadempino Lugano

### Teams Herren Nationalliga B (2025)
- Ajoie
- Grenchen
- Bienne
- Courroux Wolves
- Rolling Aventicum
- Novaggio Twins
- Oensingen Roadrunners
- Rossemaison II
- Capolago
- Buix II

### Teams Damen Nationalliga A (2025)
- Bassecourt Eagles
- Wolfurt Walkers (AT)
- Rossemaison
- Wiggertal
- Bienne
- Malcantone